# Ali (Álava)
Ali (oficialmente Ehari/Ali) es un concejo del municipio de Vitoria, perteneciente a la Cuadrilla de Vitoria, en la provincia de Álava, País Vasco (España).

## Toponimia
Ali aparece mencionado por primera vez en un documento de 1025 que cita a los pueblos alaveses y que es conocido como Reja de San Millán. En aquel entonces el pueblo se llamaba Ehari.El nombre evolucionó en castellano a través de formas como Ehaly, Healy, Ehali hasta llegar a Ali, forma que se consolidó a partir del siglo XVI. El mantenimiento de la forma original se ve en topónimos como Aribarri compuesto de Ari y berri.

## Geografía física

### Ubicación
Una de las principales vías de acceso es la carretera A-3302 aunque son muchas las vías de comunicación porque se encuentra a tan solo a 3,5 km del centro de Vitoria. El concejo limita al norte con Gobeo y Lopidana; al este con la ciudad de Vitoria; al sur con Zuazo de Vitoria y al oeste con Asteguieta.

El crecimiento de la ciudad ha alcanzado ya a este concejo convirtiéndolo prácticamente en un barrio de la ciudad, pero que aún conserva la estructura de un pueblo. Justo enfrente del concejo, y separado por una avenida, se encuentra el barrio de Sansomendi, de moderna construcción.
|                   | Norte: Gobeo Lopidana |               |
| Oeste: Asteguieta |                       | Este: Vitoria |
|                   | Sur: Zuazo de Vitoria |               |

## Historia
El concejo es una de las aldeas viejas de Vitoria que quedaron unidas a la jurisdicción de la villa tras la donación del rey Alfonso X el Sabio en 1258. 
A raíz de la reforma municipal del siglo XIX se constituyó en municipio, aunque en 1877 fue anexionada por Vitoria de nuevo. Aparece descrito en dos ocasiones en el segundo volumen del Diccionario geográfico-estadístico-histórico de España y sus posesiones de Ultramar de Pascual Madoz, la primera de ellas, como ayuntamiento, de la siguiente manera:

ALI: ayunt. en la prov. de Alava, dióc. de Calahorra (18 leg), aud. de Búrgos (19), c. g. de las prov. Vascongadas (½), y part. jud. de Vitoria (½): sit. sobre los márg. del r. Zadorra en una dilatada y fértil llanura: disfruta de un clima templado y sano: se compone de 21 pueblos que son Abechucho, Ali (cap), Amarita, Arechabaleta, Armentia, Arriaga, Berrosteguieta, Crispijana, Gamarra Mayor, Gamarra Menor, Gardelegui, Gobeo, Gomecha, Lasarte, Lermanda, Miñano Mayor, Miñano Menor, Retana, Subijano, Zuazo y Zumelzu; su térm. se estiende en una figura irregular, confinando por N, con el municipal de Foronda, por NE. con el de Arrazua, por SE. con Vitoria, por S. con el condado de Treviño (prov. de Búrgos), y al SO. con Ariñez; le cruza el indicado Zadorra, el que á su paso recoge varios arroyuelos y derrames de fuentes; da impulso á diversos molinos y proporciona delicada pesca de truchas, anguilas y peces: el terreno en lo general llano, es fértil, y los caminos están medianamente cuidados con especialidad las distintas carreteras que le atraviesa para Madrid, Rioja Alavesa y Bilbao. Prod.: toda clase de cereales, legumbres, frutas y hortalizas de que se abastecen los mercados de Vitoria, y se cria bastante ganado: pobl.: 307 vec.: 1,765 alm. Riqueza y contr.: (V. Alava, Intendencia).
(Madoz, 1845a, p. 602)

En el siguiente epígrafe, ya como lugar, figura acompañado de las siguientes palabras:

ALI: l. en la prov. de Alava, dióc. de Calahorra (18 leg), vicaria herm. y part. jud. de Vitoria (¼), y cap. del ayunt. á que da nombre: sit. en un llano al SO. de la c.; clima sano: unas 32 casas y agrupadas en forma de calles constituyen la pobl.: hay una escuela á la que concurren 13 niños y 17 niñas; el maestro disfruta la dotacion de 800 rs. La igl. parr. (San Millan) está servida por dos beneficiados. El térm. confina por N. con Yurre, á ½ leg.; al E. Vitoria: por S. con Armentia ½, y á O. con Crispijana ¼: le baña el arroyo Perrechin que tiene orígen en las vertientes que sirven de lím. entre Alava y Treviño, y sigue á unir sus aguas con las del Zadorra; participa de algun monte poco arbolado desde las últimas guerras: el terreno en lo general ligero, es de buena, calidad en los bajos y cascajoso en los altos: los caminos son sendas con diversas direcciones para los pueblos inmediatos: el correo se recibe en Vitoria: Prod.: trigo, cebada, haba rica, yero, alholba y a algun lino: cria ganado vacuno, lanar y caballar de poca alzada: hay caza de codornices y perdices, y aves de paso; ind.: la agrícola y pecuaria, y un molino harinero, y comercio el que proporcionan los mercados de Vitoria á cuya plaza llevan el sobrante de sus cosechas: pobl.: 30 vec.: 200 alm. : Riqueza y contr.: (V. Alava, Intendencia. Ali ó Heali está comprendido en el ant. catálogo de San Millan como pueblo de la merindad de Melizhaeza, y es una de las denominadas ald. viejas por ser una de las que donó á Vitoria D. Alfonso X de Castilla: por aquella época florecia el cultivo de las viñas desde la pobl. hasta el r. Zadorra que dista ½ leg. al O.; hoy no hay viñedo, sin duda porque la falta de arbolado ha contribuido á variar el clima apacible de que disfrutára
(Madoz, 1845b, pp. 602-603)

Décadas después, ya en el siglo XX, se describe con las siguientes palabras en el tomo de la Geografía general del País Vasco-Navarro dedicado a Álava y coordinado por Vicente Vera y López:

Ali.―Lugar distante de Vitoria 1,833 metros. Cuenta 44 edificios, 39 de dos pisos y 5 de uno, de ellos 4 deshabitados, poblaco por 245 habitantes de hecho y 244 de derecho; de los primeros son varones 130 y hembras 115. Situado en terreno llano, confina por el N. con Yurre, por el S. con Armentia, por el E. con Vitoria y por el O. con Crispijana; comunicándose con la capital por una magnífica carretera. Su parroquia rural, de segunda clase, está dedicada á San Millán y pertenece al arciprestazgo de Armentia. En su término está la ermita de Santa Marina. Tiene una escuela incompleta, á la que también se concurren los niños de Crispijana y Gobeo.

La parte llana de su término es bastante fértil y está bien cultivada, produciendo con relativa abundancia cereales, legumbres y frutas, criándose ganado vacuno, lanar, porcino y algún caballar. Está regado por el arroyo Perruchín, que baja de las montañas que separan á Álava del Condado de Treviño y muere en el Zadorra.

En la antigüedad se llamó Haeli y fué una de las aldeas viejas donadas á Vitoria por el rey D. Alfonso X el Sabio en 1258, según consta en el documento de donación. En su término abundaba el cultivo de la vid, que hoy no existe.
(Vera y López, 1915-1921, pp. 324-325)

En 1958 la empresa IMOSA promocionó la construcción de una colonia obrera de 120 viviendas en el pueblo, aumentando las dimensiones y población de Ali hasta casi alcanzar los actuales.

## Demografía
| Gráfica de evolución demográfica de Ali entre 1842 y 1860 |
| |
| Población de derecho según los censos de población del INE. Población de hecho según los censos de población del INE.Entre el Censo de 1877 y el anterior, este municipio desaparece porque se integra en el municipio 01059 (Vitoria). |

| Gráfica de evolución demográfica de Ali entre 2000 y 2017   |
|                                                             |
| Población de derecho según los censos de población del INE. |

## Cultura

### Patrimonio material
La iglesia parroquial de San Millán cuenta con una destacable torre del siglo XVIII. En el primer cuerpo del retablo mayor se encuentra la Inmaculada y a su lado las esculturas de San Pedro y San Pablo. En el segundo, San Millán flanqueado por San Juan Bautista y San José.
Se conserva en mitad del pueblo, junto a la plaza Iturri-Berri, un crucero del siglo XVI ubicado junto al antiguo ramal de camino que en la Edad Media comunicaba esta localidad con Armentia y el trazado de la vieja calzada romana. La decoración y la esmerada labra que muestra lo hacen uno de los ejemplares más interesantes del conjunto de cruceros alaveses. Por su porte renacentista, podría ser del siglo XVI o primeras décadas del siguiente siglo.Existe otro crucero posiblemente del siglo XVIII (por similitud con otros ejemplos alaveses), localizado en el espacio abierto o patio de las antiguas escuelas para chicas y casa de la maestra del pueblo, sede de la sociedad Kakiturri.
Instalación deportiva para la práctica del juego de bolos situada en el centro del pueblo, al aire libre y formando parte de un abierto espacio público ajardinado donde hay también un parque infantil y pistas para el ejercicio de otros deportes y entretenimientos.
Instalación para el abastecimiento de agua potable, con una importancia esencial para la vecindad épocas pasadas y que hoy ha visto menguar notablemente su uso, además de verse reducidas sus funciones con el objetivo de adaptarse a las nuevas demandas.

### Patrimonio inmaterial
Celebra sus fiestas patronales el 12 de noviembre. El patrón es San Millán. Tiene su himno: "Viva Millán nuestro patrono". Kakiturri es el apodo de las personas nacidas en Ali/Ehari, y celebran el kakiturri eguna el último sábado de junio.